# Charles Dancla
Jean-Baptiste Charles Dancla (ur. 19 grudnia 1817 w Bagnères-de-Bigorre w departamencie Pireneje Wysokie, zm. 10 listopada 1907 w Tunisie) – francuski skrzypek, kompozytor i pedagog.

## Życiorys
W latach 1828–1840 studiował w Konserwatorium Paryskim, gdzie jego nauczycielami byli Pierre Baillot i Paul Guérin (skrzypce), Jacques Fromental Halévy (kontrapunkt) i Henri-Montan Berton (kompozycja). Od 1835 roku grał jako skrzypek w orkiestrze Opéra-Comique, a od 1841 do 1865 roku także w Orchestre de la Société des Concerts du Conservatoire. Występował w Paryżu w kwartecie smyczkowym wraz z J.-D. Alardem, L. Croisillesem i P. Chevillardem, a także wraz ze swoimi braćmi Arnaudem i Léopoldem oraz siostrą Laurą Deliphard. Podczas Wiosny Ludów (1848) na pewien czas opuścił Paryż i do 1850 roku pracował jako poczmistrz w Cholet. Od 1860 do 1892 roku uczył gry na skrzypcach w Konserwatorium Paryskim.

## Twórczość
Jego styl gry na skrzypcach cechował się emocjonalnością i wirtuozerią i wzorowany był na grze Henriego Vieuxtempsa. Działał głównie jako kameralista. Nie dawał koncertów poza Francją, stąd za granicą nie był szerzej znany jako wirtuoz.
Skomponował m.in. 14 kwartetów smyczkowych, 7 symfonii koncertujących, ponadto liczne etiudy i miniatury oraz zbiory ćwiczeń na skrzypce. Opublikował autobiografię Notes et souvenirs (Paryż 1893, 2. wydanie 1898).
W 1867 roku został Kawalerem Legii Honorowej.